# История Адели Г.
«История Адели Г.» (фр. L'Histoire d'Adèle H.) — французский драматический фильм, снятый в 1975 году режиссёром Франсуа Трюффо. Главные роли исполнили Изабель Аджани и Брюс Робинсон. В фильме рассказывается о жизни Адель Гюго, дочери великого французского писателя Виктора Гюго, которая страдала от неразделённой любви к офицеру британской армии.
Франсуа Трюффо решил снять фильм после того, как получил авторские права на личный дневник Адели Гюго, впервые опубликованные за несколько лет до этого; главным условием было то, что Виктор Гюго не будет представлен в фильме. Изначально Трюффо хотел позвать на главную роль Катрин Денёв, но позже отказался и решил позвать безызвестную на то время Изабель Аджани. Фильм был снят на острове Гернси, в Сенегале и Барбадосе.
После премьеры фильм имел довольно скромную коммерческую прибыль и, хотя он получил благоприятные отзывы, всё равно считается одним из наименее известных и успешных фильмов Франсуа Трюффо. Несмотря на это, юная Изабель Аджани получила большое признание критиков за роль Адели Гюго. За эту роль она была номинирована на премию «Оскар», что сделало её самым молодым номинантом в тот момент. Фильм получил премию Национального совета кинокритиков США за лучший фильм на иностранном языке. 

## Сюжет
Действие фильма разворачиваются в 1863 году. Гражданская война в США в самом разгаре, но Великобритания и Франция ещё не вступили в этот конфликт. В прошедшем году британские войска были перемещены в Галифакс, Новая Шотландия, с целью тщательного досмотра европейских граждан, которые высаживаются с иностранных судов. Адель Гюго, вторая дочь Виктора Гюго, проходит через охрану и попадает в Галифакс. Путешествуя под вымышленным именем, Адель находит жильё в пансионе, которым управляют мистер и миссис Сандерс.
Спустя некоторое время Адель находит нотариуса и интересуется у него о британском офицере, лейтенанте Пинсоне, с которым она некогда состояла в отношениях. Позже в тот же день Адель видит его в книжном магазине. Когда она узнаёт, что мистер Сандерс будет присутствовать на ужине для военных, где также будет и Пинсон, то просит его передать ему письмо — любовное послание, сообщающее о приезде. Показывая свои старые фотографии миссис Сандерс, Адель рассказывает о своей старшей сестре Леопольдине, которая утонула, катаясь на лодке, в возрасте 19 лет сразу после свадьбы. Когда мистер Сандерс возвращается с ужина, то рассказывает, что передал письмо Пинсону, но тот ничего не сказал. В ту же ночь Адель мучают кошмары про утопление.
На следующий день Адель пишет своим родителям, что она, несмотря ни на что, будет вместе с Пинсоном, и то, что они собираются пожениться, но она до сих пор ждёт их официального согласия. Она проводит вечера, записывая в дневник о своей жизни и своей любви к Пинсону. "Я верну его любовь нежностью", — пишет она. Пинсон приходит в пансион, где пытается убедить её в том, что она должна покинуть Галифакс и прекратить преследовать его. Адель верит, что если они поженятся, то все его проблемы будут решены. Пинсон знает, что её родителям не нравится его крупные карточные долги. Адель пытается переубедить его, рассказывая о том, что она отказалась от другого предложения выйти замуж, угрожает разоблачить его и разрушить всю военную карьеру, а также предлагает ему оплатить все долги, но он всё также остаётся равнодушным.
В последующие дни Адель продолжает вести свой дневник, убеждённая в том, что она есть жена Пинсона. Она пытается призвать призрака своей умершей сестры, чтобы тот помог ей. Однажды ночью Адель преследует Пинсона до дома его любовницы и подглядывает, как они занимаются любовью. Невзирая на это, Адель продолжает писать ему письма, а её поведение становится всё более эксцентричным. Мистер Уистлер, продавец книг, который предоставляет ей бумагу, признаётся в чувствах к Адели. Выйдя из книжного магазина, она падает в обморок. Мистер Уистлер посещает её в пансионе и приносит бумагу, но Адель отказывается его видеть. Доктор Мёрдок посещает больную и диагностирует у неё лёгкую форму плеврита. Он замечает одно из писем, которое адресовано Виктору Гюго, и рассказывает миссис Сандерс о настоящей личности пансионерки.
Адель становится всё одержимее. Однажды она пишет своим родителям о том, что они с Пинсоном поженились и что к ней следует обращаться как к мадам Пинсон. Получив известие, Виктор Гюго публикует объявление о женитьбе своей дочери в местной газете. О данной новости узнаёт и полковник Пинсона. После этого сам Пинсон пишет Виктору Гюго, что никогда не женится на Адели. В ответ на это Виктор Гюго пишет дочери, требуя вернуться домой в Гернси. Адель же просит его, чтобы тот простил Пинсона и не преследовал его через суд.
Узнав о настоящей личности Адели, мистер Уистлер дарит ей книги её отца, но из-за этого она гневается на него. Позже она снимает проститутку в качестве подарка для Пинсона. Она следует за ним в театр на представление гипнотизёра, где она, вдохновлённая его работой, начинает думать, что он может заставить Пинсона полюбить её. Ей приходится отказаться от этой идеи, после того, как она узнаёт, что представление было обманом. Адель сходит с ума от отчаянья. Она приезжает к отцу невесты Пинсона и заявляет, что он давно женат на ней и что она вынашивает его ребёнка. Отцу приходится прервать помолвку. Она встречает Пинсона ещё раз, и он упрекает её за такие действия, называя её безумной. После отъезда из пансиона жизнь Адели продолжает ухудшаться. Она бродит по улицам в ободранной одежде, разговаривая сама с собой.
В феврале 1864 года Пинсона отправляют на Барбадос и несчастная Адель следует за ним. Уже женившись, Пинсон узнаёт, что Адель также на Барбадосе. Обеспокоенный ею Пинсон находит Адель бродящей на улицах в лохмотьях. Он пытается вступить с ней в контакт, но Адель не узнаёт его. Благодаря помощи бывшей рабыни, Адель возвращается в Париж. Отец помещает её в психбольницу в Сен-Манде, где она проживёт следующие 40 лет. Там она работает в саду, играет на пианино и ведёт дневник. Адель Гюго умирает в 1915 году в возрасте 85 лет.

## Производство
Писав о фильме, Франсуа Трюффо отмечал:
В процессе написания сценария "Дикого ребёнка", основанного на мемуарах доктора Жана Итара, мы с Жаном Грюо открыли, что написание исторических произведений без каких-либо изменений и дополнений, приносит нам огромное удовольствие. Если так трудно создать душевную историю, в которой пути множества персонажей переплетаются, то будет также трудно написать и сюжет для фильма, который рассказывает историю одного человека. Я считаю, что именно это и привлекло меня в этом проекте; создав любовные истории, которые включали бы двух или трёх человек, я хотел попытаться создать историю, в который любовь персонажа будет направлена лишь в одну сторону.
Для того чтобы начать съёмки, Трюффо должен был получить права от Жана Гюго, прямого наследника Виктора Гюго. Он дал согласие после обращения режиссёра при условии, что Виктор Гюго не появится на экране.
Первоначально запрос на финансирование фильма был направлен в Warner Bros., но они отказались, ссылаясь на излишнюю литературность истории. Фильм был профинансирован United Artists. Первоначальный бюджет фильма составил пять миллионов франков, поэтому сценарий был упрощён, чтобы больше сфокусироваться на Адели.
Хотя Трюффо ранее пообещал роль Кэтрин Денёв, он хотел, чтобы главную роль исполнила новая актриса. На эту роль пробовалась Стейси Тендетер, но затем режиссёр был впечатлён игрой Изабель Аджани в "Пощёчине" и на сцене, и по этой причине решил взять на съёмки её. В то время у неё был контракт с театром Комеди Франсез, который отказывался разрывать его с ней. Всё это переросло в юридический спор, но в конце концов Аджани смогла сыграть в фильме.

### Места съёмок
Большинство уличных сцен были сняты на Гернси, Нормандские острова. Многие из актёров массовки были местными жителями. Сцены, поставленные в Галифаксе, были по большей части сняты в Сент-Питер-Порте, на острове Гернси. Ни одна из сцен не была снята в самом Галифаксе. Сцены на Барбадосе же были сняты на острове Горе, Сенегал.

По своему обычаю Трюффо влюбился в главную актрису, но Аджани отвергла все его ухаживания. Ей не нравилось репетировать, а работа в Гернси была сильным эмоциональным напряжением для всей съемочной команды. Трюффо позже писал своему другу: 
Вы упомянули удовольствие, которое я должен получать, когда снимаю Изабель А. Но это совсем не похоже на него: каждодневные страдания для меня, а для неё — почти агония. Ведь её профессия — религия для неё, а поэтому наша работа — это испытание для каждого. Было бы легко сказать, что с ней трудно, но это не так. Она не такая, как другие девушки в этой профессии, и, так как ей нет даже 20 лет, добавьте к этому (к её гениальности, давайте не будем бояться слов) незнание других и их уязвимость, что создаёт дополнительное напряжение.

## В ролях
- Изабель Аджани — Адель Гюго
- Брюс Робинсон — лейтенант Альберт Пинсон
- Сильвия Марриотт — миссис Сандерс
- Джозеф Блэтчли — мистер Уистлер
- Иври Гитлис — гипнотизёр
- Луиз Бурде — служанка Виктора Гюго
- Сесиль Де Сомаре — мистер Ленуар, нотариус
- Рюбен Доре — мистер Сандерс
- Клайв Джиллинхэм — Китон
- Роджер Мартин — доктор Мёрдок
- М. Уайт — полковник Уайт
- Франсуа Трюффо — офицер (в титрах не указан)

## Награды и номинации
Премия «Оскар» — 1976
- Лучшая актриса главной роли — Изабель Аджани (номинация)[6]

Премия «Сезар» — 1976
- Лучший режиссёр — Франсуа Трюффо (номинация)
- Лучшая актриса главной роли — Изабель Аджани (номинация)
- Лучшие декорации — Жан-Пьер Кою-Свелко (номинация)

Премия «Давид ди Донателло» — 1976
- Лучшая иностранная актриса — Изабель Аджани (награда)

Премия Национального совета кинокритиков США — 1975
- Лучшая актриса — Изабель Аджани (награда)
- Лучший фильм на иностранном языке (награда)
- Топ лучших иностранных фильмов (награда)